# 貿易銀
貿易銀（ぼうえきぎん、Trade Dollar）とは貿易取引専用に発行された大型銀貨である。19世紀後半に、アメリカ合衆国、日本およびイギリスにおいて通常の大型銀貨とは別に特に貿易取引専用として発行された銀貨を指すが、メキシコ銀貨など世界市場において流通した1ドル銀貨と同サイズの洋銀すべてを指す場合もある。
日本においては狭義には1875年（明治8年）から発行された「貿易銀」と表記された銀貨を指すが、広義には1871年（明治4年）から発行された一円銀貨すべてを指す。また江戸時代に朝鮮との貿易取引専用に特鋳された人参代往古銀も貿易銀の先駆をなすものであった。またこの他に日本で貿易専用として鋳造された貨幣としては、幕末の安政6年（1859年）に鋳造されたが短期間で通用停止された安政二朱銀や、銀貨ではないが長崎貿易銭の例がある。

## 概要

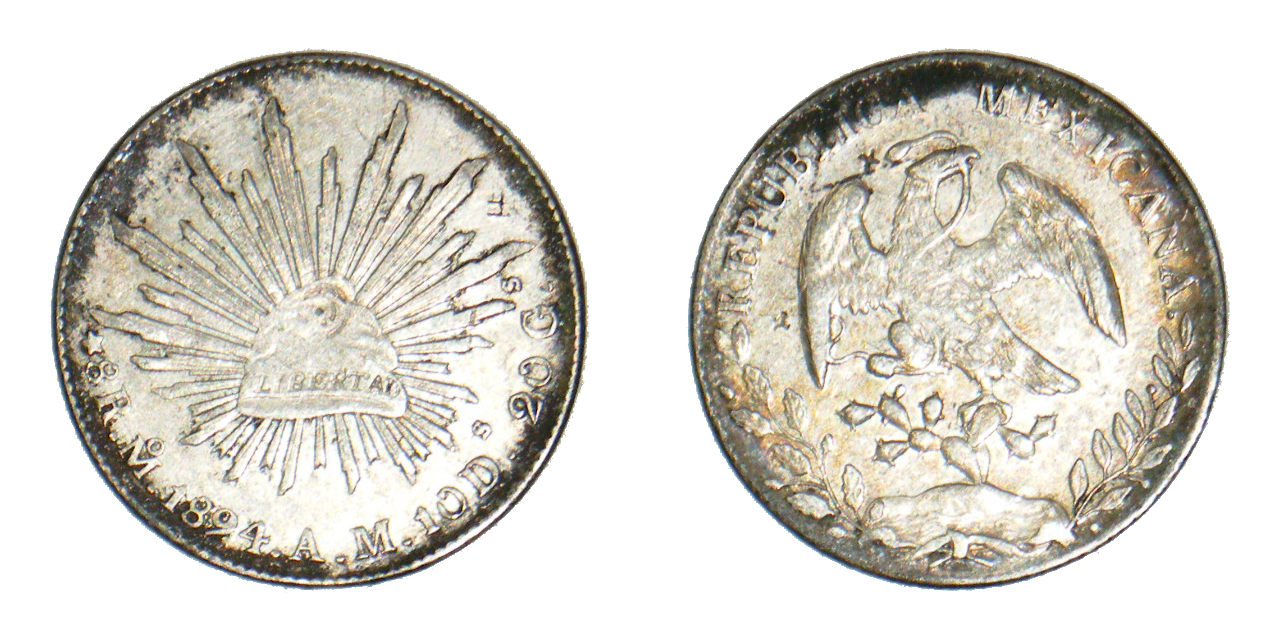
メキシコドル

貿易銀の歴史はターラーまで遡る。15世紀後半頃から西洋において大型銀貨が大量に鋳造されるようになり、中国など東洋から胡椒、絹などを輸入するための決済に用いられるようになる。16世紀初頭にボヘミアで銀鉱床が発見され、続いて16世紀中頃に新大陸で、1545年のポトシ銀山、翌1546年にはメキシコのサカテカス銀山など大規模な銀山が発見され多量の銀がヨーロッパに流入し価格革命を引き起こした。さらに1535年に鋳造が始まったメキシコドルは1903年までに総発行額が約35億5000ドルにも達し、ヨーロッパ、中国を始め世界各地で流通し主導的な地位を獲得した。
このような状況で銀相場は不安定となり、19世紀になると1816年のイギリスに始まりヨーロッパ各国において金本位制の採用、銀本位制の脱却が進行し、さらにアメリカにおける銀の増産の影響が加わって銀価格の下落が加速した。そのため余剰の銀需要の開拓を中国など東洋諸国に求める動きが強まった。アメリカ、イギリスなどは中国において貿易の主導権争奪のため自国で鋳造した銀貨を流通に投じようと試みるが、依然幅を利かせているメキシコドルに対抗するには相当の時間と労力を要した。

## アメリカ
アメリカでは東洋特に中国との貿易を発展させるため1873年より従来の1ドル銀貨の量目412.5グレーン（26.73グラム）から420グレーン（27.22グラム）に増量したTrade Dollarが発行された。これらはフィラデルフィア、カーソンシティ、およびサンフランシスコの造幣局で製造された。
アメリカは新たに発見されたネバダ鉱山の産銀の販路を開拓し、貿易商らが量目、銀品位（903）ともにやや高く当時世界の貿易市場において支配的であったメキシコ銀貨に付加したプレミアムを解消する目的もあった。
現存する多くの貿易銀にはチョップと呼ばれる刻印が見受けられるが、これは中国商人が銀品位を鑑定しその刻印の信用の元で通用したのであった。
しかし既にTrade Dollarには問題があった。製造量に見合うほど輸出高は伸びないなど、本来の目的を果たさずアメリカ国内で流通しているといったものである。当時はネバダ銀鉱の開発による世界的な産銀量の増大により銀相場が下落していた。Trade Dollarの地金価値も1ドル金貨の地金価値を下回り、銀地金の所有者はこぞって銀地金を造幣局に持ち込みTrade Dollarへの鋳造を申請した。
このためアメリカ政府は1878年ブランド・アリソン法によって、Trade Dollarの発行を中止・廃貨にすると共に量目を412.5グレーンに戻した1ドル銀貨（Morgan dollar）が法貨として設けられた。1873年の貨幣法(Coinage Act of 1873)では1792年以来の金銀複本位制が完全に破棄され金本位制に移行し、1/2ドル銀貨以下の銀貨が補助銀貨として発行されており、復活した1ドル銀貨も補助貨幣とされた。1878年の貿易銀廃止以降は1885年までプルーフ貨幣のみが少量、製造された。

## 日本

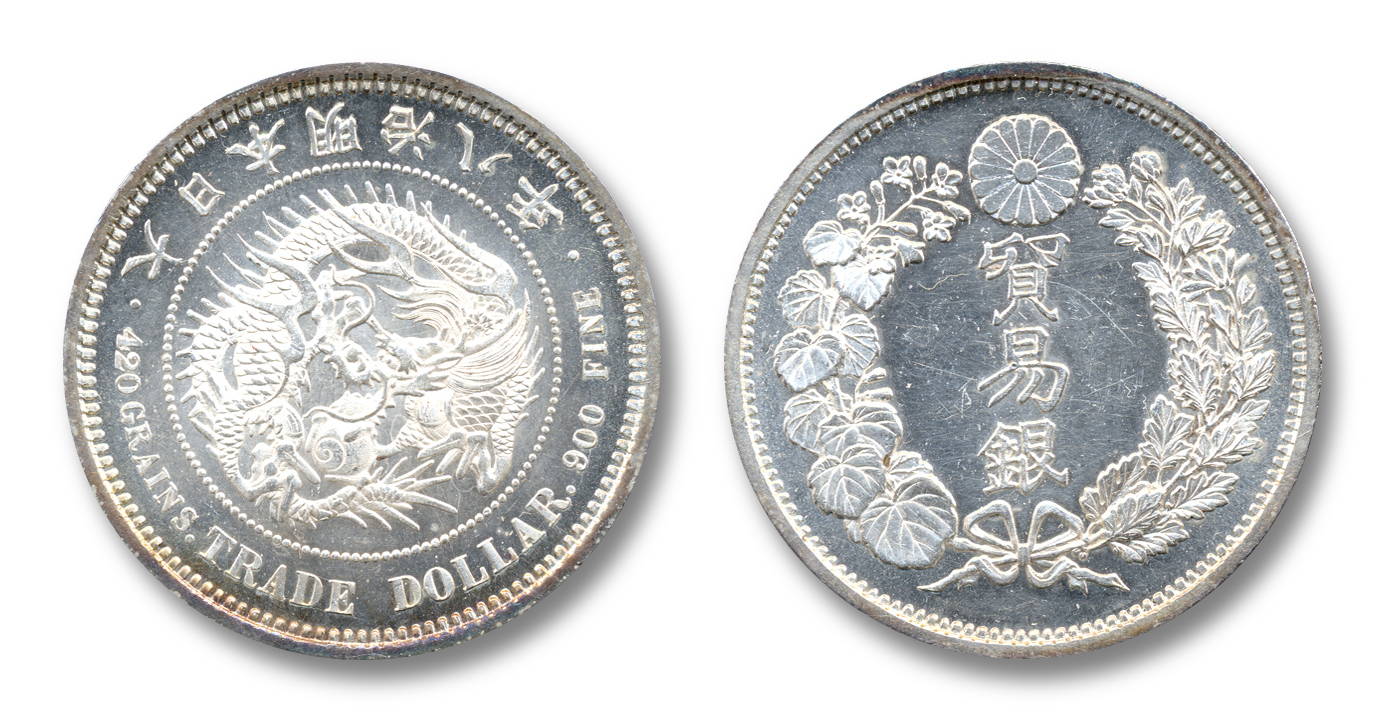
日本の貿易銀

1871年（明治4年）の新貨条例で貿易一圓銀貨百圓は金貨百一圓に等価であると定められ金貨同様に自由鋳造を認めたのであったが、メキシコ銀貨は平均417グレーン（27.02グラム）と日本の貿易一圓銀貨の416グレーン（26.96グラム）にやや勝っており、日本政府はこのことが一圓銀貨の流通を阻害しているものと考え、1873年より発行された量目420グレーンのアメリカの貿易銀が暫時東洋市場に勢力を伸ばしている状況を顧みて、日本もこれに倣い1875年（明治8年）2月28日の布告により表示を「貿易銀」に改め、量目を420グレーンに増量した貿易銀を発行することとなった。
1876年（明治9年）3月4日には貿易一圓銀貨と金貨は等価と変更された。1878年（明治11年）5月27日には貿易一圓銀貨の日本国内一般流通を認め、事実上金銀複本位制となった。貿易一圓銀貨および貿易銀を無制限通用の本位貨幣に引き上げた点はアメリカと異なる政策であった。
量目を引き上げたにも拘らず国際通貨としての地位を築けなかったことから、同年11月26日にはアメリカに追随し、貿易銀の製造を停止し、1874年（明治7年）から発行されていた貿易一圓銀貨に復帰することとなった。

## フランス

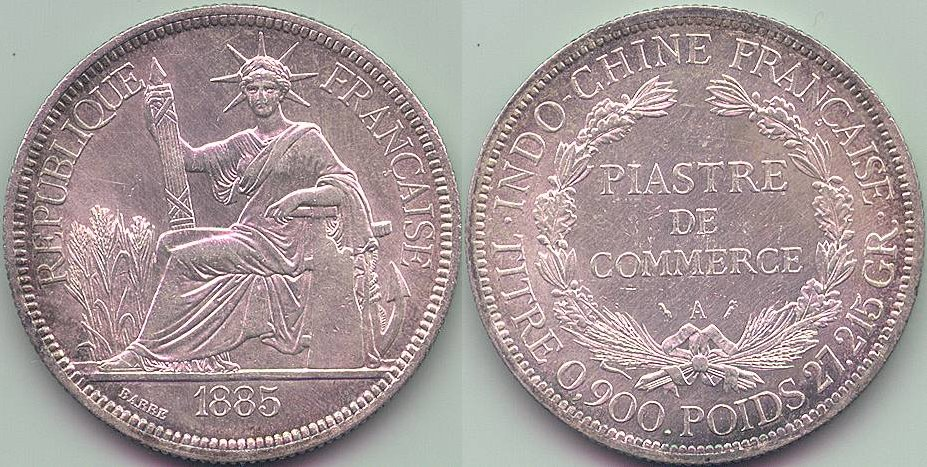
フランス領インドシナの貿易銀

フランスは1887年より安南、カンボジアおよびラオス王国を保護国としてインドシナ東部を領有し、フランス本国の貨幣を法定通貨としたが、フランスの5フラン銀貨は25.00グラムとメキシコドルに対し量目が不足しており広く流通することはなかった。また当時の世界的な銀相場の下落により金銀比価が変化し、銀貨には相対的に高い名目価値が生じフランス本国に銀貨が還流する懸念があり、これを防止するため貿易専用の銀貨を発行することとなった。
そこで1885年よりアメリカ貿易銀と同等の420グレーン（27.215グラム）の貿易銀を発行した。この貿易銀はピアストル(PIASTRE)の額面および品位0.900、量目27.215GRと表記されていた。しかしながら依然メキシコドルが幅を利かせ、この貿易ピアストルはアメリカおよび日本の貿易銀と同様、退蔵され広く流通することはなかったため、1895年からは量目を27.00グラムに減量して1928年まで発行された。これ以降次第に広く流通するようになった。

## イギリス

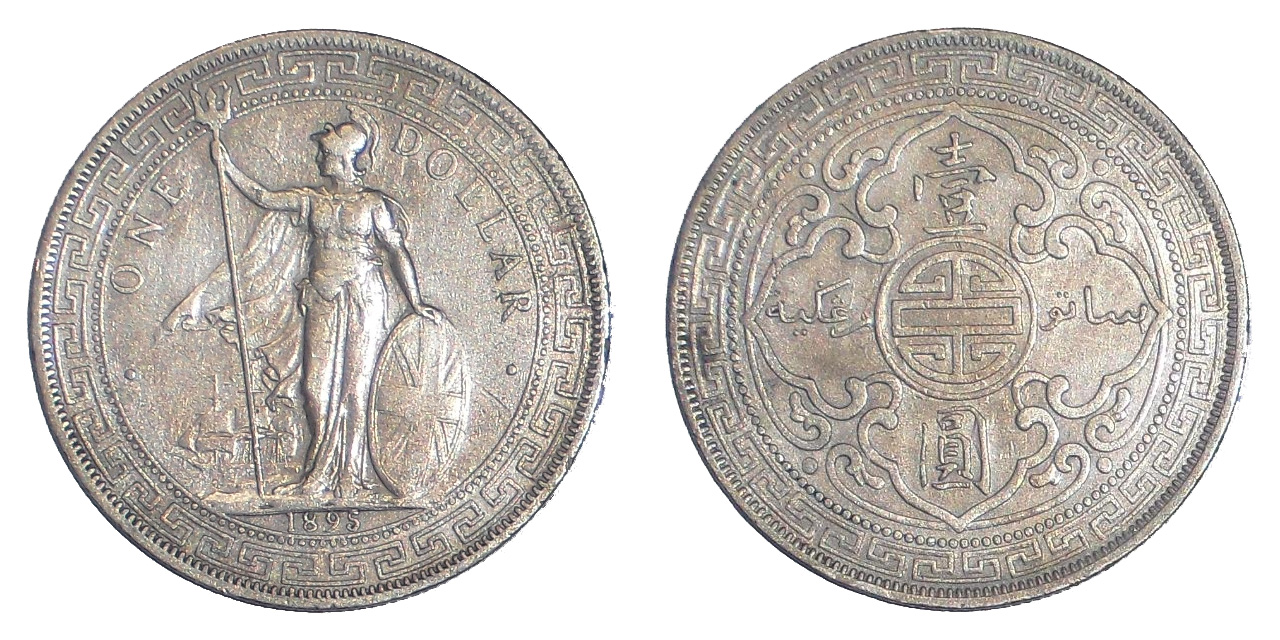
イギリスの貿易銀

1819年のシンガポール、1842年の香港の設立に伴い、イギリスの商社の東洋との貿易に対する関心が高まり、様々な外国銀貨が流通する中、イギリス植民地の信頼がゆらいでいた事から、特別の貿易専用銀貨の製造が必要となっていた。
中国は1840年から始まったアヘン戦争の敗戦の結果、香港をイギリスに割譲し多くの港を開港することとなった。その後数十年間にイギリスの貿易商らがこの地域に集中することになり貿易港として栄え、中国の絹、茶および磁器の代金支払いに貿易銀が用いられることとなり、1866年から香港造幣局で壹圓銀貨が製造されることとなった。しかし強大な勢力を誇ったメキシコドルに対し増歩を要求される始末であったため短期間で製造は中止し、造幣局も閉止された。
やがて交易の発展により通貨不足が生じたため1895年から再び香港を中心とする貿易専用に、貿易銀を発行することとなった。この銀貨は中国国内でも流通するようになった。
裏面には漢字で「壹圓」、さらにマレー文字が表記され、当時主に銀貨が流通していた東洋で貿易取引に使用することを前提とするものであった。
416グレーンで日本の貿易一圓銀貨と同じ量目で1895年から1935年まで製造された。製造地は主にインドのボンベイおよびカルカッタであり、1925年および1930年のみロンドンで製造された。
1937年8月1日にイギリスの貿易銀は廃貨となった。

## 発行枚数
各国の貿易銀の発行枚数を示す。
| アメリカ | アメリカ         | アメリカ         | アメリカ       | アメリカ         |
|          | フィラデルフィア | フィラデルフィア | カーソンシティ | サンフランシスコ |
| -------- | ---------------- | ---------------- | -------------- | ---------------- |
| 年号     |                  | プルーフ貨幣     | CC             | S                |
| 1873年   | 396,635          | 865              | 124,500        | 703,000          |
| 1874年   | 987,100          | 700              | 1,373,200      | 2,549,000        |
| 1875年   | 218,200          | 700              | 1,573,700      | 4,487,000        |
| 1876年   | 455,000          | 1,150            | 509,000        | 5,227,000        |
| 1877年   | 3,039,200        | 510              | 534,000        | 9,519,000        |
| 1878年   |                  | 900              | 97,000         | 4,162,000        |
| 1879年   |                  | 1,541            |                |                  |
| 1880年   |                  | 1,987            |                |                  |
| 1881年   |                  | 960              |                |                  |
| 1882年   |                  | 1,097            |                |                  |
| 1883年   |                  | 979              |                |                  |
| 1884年   |                  | 10               |                |                  |
| 1885年   |                  | 5                |                |                  |
| 合計     | 5,096,135        | 11,404           | 4,211,400      | 26,647,000       |

| 日本               | 日本      |
| 年号               | 発行枚数  |
| ------------------ | --------- |
| 1875年（明治8年）  | 97,575    |
| 1876年（明治9年）  | 1,514,629 |
| 1877年（明治10年） | 1,152,273 |
| 1878年（明治11年） | 292,161   |
| 合計               | 3,056,638 |

| フランス領インドシナ | フランス領インドシナ | フランス領インドシナ | フランス領インドシナ |
|                      | パリ                 | サンフランシスコ     | バーミンガム         |
| -------------------- | -------------------- | -------------------- | -------------------- |
| 年号                 | A                    |                      | H                    |
| 27.215GR             |                      |                      |                      |
| 1885年               | 800,000              |                      |                      |
| 1886年               | 3,216,000            |                      |                      |
| 1887年               | 3,076,000            |                      |                      |
| 1888年               | 948,000              |                      |                      |
| 1889年               | 1,240,100            |                      |                      |
| 1890年               | 6,108,000            |                      |                      |
| 1891年               |                      |                      |                      |
| 1892年               |                      |                      |                      |
| 1893年               | 795,000              |                      |                      |
| 1894年               | 1,308,000            |                      |                      |
| 1895年               | 1,782,000            |                      |                      |
| 27GR                 |                      |                      |                      |
| 1895年               | 3,798,000            |                      |                      |
| 1896年               | 11,858,000           |                      |                      |
| 1897年               | 2,511,000            |                      |                      |
| 1898年               | 4,304,000            |                      |                      |
| 1899年               | 4,681,000            |                      |                      |
| 1900年               | 13,319,100           |                      |                      |
| 1901年               | 3,150,000            |                      |                      |
| 1902年               | 3,327,000            |                      |                      |
| 1903年               | 10,077,000           |                      |                      |
| 1904年               | 5,751,000            |                      |                      |
| 1905年               | 3,561,000            |                      |                      |
| 1906年               | 10,194,000           |                      |                      |
| 1907年               | 14,062,000           |                      |                      |
| 1908年               | 13,986,000           |                      |                      |
| 1909年               | 9,201,000            |                      |                      |
| 1910年               | 761,000              |                      |                      |
| 1911年               |                      |                      |                      |
| 1912年               |                      |                      |                      |
| 1913年               | 3,244,000            |                      |                      |
| 1914年               |                      |                      |                      |
| 1915年               |                      |                      |                      |
| 1916年               |                      |                      |                      |
| 1917年               |                      |                      |                      |
| 1918年               |                      |                      |                      |
| 1919年               |                      |                      |                      |
| 1920年               |                      |                      |                      |
| 1921年               |                      | 4,850,000            | 8,430,000            |
| 1922年               |                      | 1,150,000            | 8,570,000            |
| 1923年               |                      |                      |                      |
| 1924年               | 2,831,000            |                      |                      |
| 1925年               | 2,882,000            |                      |                      |
| 1926年               | 6,383,000            |                      |                      |
| 1927年               | 8,184,000            |                      |                      |
| 1928年               | 5,290,000            |                      |                      |

| イギリス | イギリス  | イギリス   | イギリス   |
|          | ロンドン  | ボンベイ   | カルカッタ |
| -------- | --------- | ---------- | ---------- |
| 年号     |           | B          | C          |
| 1895年   |           | 3,316,000  |            |
| 1896年   |           | 6,136,000  |            |
| 1897年   |           | 21,286,000 |            |
| 1898年   |           | 21,546,000 |            |
| 1899年   |           | 30,743,000 |            |
| 1900年   |           | 9,107,000  | 363,000    |
| 1901年   |           | 25,680,000 | 1,514,000  |
| 1902年   |           | 30,404,000 | 1,267,000  |
| 1903年   |           | 3,956,000  |            |
| 1904年   |           | 649,000    |            |
| 1905年   |           |            |            |
| 1906年   |           |            |            |
| 1907年   |           | 1,946,000  |            |
| 1908年   |           | 6,871,000  |            |
| 1909年   |           | 5,954,000  |            |
| 1910年   |           | 5,553,000  |            |
| 1911年   |           | 37,471,000 |            |
| 1912年   |           | 5,672,000  |            |
| 1913年   |           | 1,567,000  |            |
| 1914年   |           |            |            |
| 1915年   |           |            |            |
| 1916年   |           |            |            |
| 1917年   |           |            |            |
| 1918年   |           |            |            |
| 1919年   |           |            |            |
| 1920年   |           |            |            |
| 1921年   |           | [ 12 ]     |            |
| 1922年   |           |            |            |
| 1923年   |           |            |            |
| 1924年   |           |            |            |
| 1925年   | 6,870,000 |            |            |
| 1926年   |           |            |            |
| 1927年   |           |            |            |
| 1928年   |           |            |            |
| 1929年   |           | 5,100,000  |            |
| 1930年   | 6,660,000 | 10,400,000 |            |
| 1931年   |           |            |            |
| 1932年   |           |            |            |
| 1933年   |           |            |            |
| 1934年   |           | 17,335,000 |            |
| 1935年   |           | [ 13 ]     |            |